# Elisabetta di Wittelsbach-Simmern

Stemma della Sassonia.

Elisabetta di Wittelsbach-Simmern (Birkenfeld, 30 giugno 1540 – Neustadt, 8 febbraio 1594) era figlia del principe elettore Federico III del Palatinato e di Maria di Brandeburgo-Kulmbach, figlia di Casimiro di Brandeburgo-Kulmbach.

## Biografia
Sposò a Weimar il 12 giugno 1558 Giovanni Federico II di Sassonia, elettore di Sassonia dal 1554 al 1556.
La politica di intrighi intrapresa da suo marito Giovanni Federico II, che mirava a recuperare il titolo di elettore perso dal padre nel 1547, provocò la reazione dell'imperatore Massimiliano II che gli impose il Reichsacht (bando imperiale). Dopo l'assedio al castello di Gotha, Giovanni Federico venne definitivamente sconfitto nel 1566 e imprigionato a vita. Elisabetta trascorse così il resto della vita coniugale lontana dal marito, che morì in carcere un anno dopo di lei.
Suo figlio Giovanni Casimiro divenne duca di Sassonia-Coburgo nel 1596. Giovanni Ernesto fu invece duca di Sassonia-Eisenach dal 1596 al 1638 e di Sassonia-Eisenach-Coburgo dal 1633 al 1638.

## Discendenza
Elisabetta mise al mondo quattro figli maschi:
- Giovanni Federico (Weimar, 30 novembre 1559-Weimar, 8 agosto 1560);
- Federico Enrico (Heldburg, 3 febbraio 1563-Eisenberg, 4 agosto 1572);
- Giovanni Casimiro (Gotha, 12 giugno 1564-Coburgo, 16 luglio 1633);
- Giovanni Ernesto (Gotha, 9 luglio 1566-Eisenach, 23 ottobre 1638).

## Ascendenza
|                                       |                                       |                                   | Genitori                              |  |  | Nonni |  |  | Bisnonni                             |  |  | Trisnonni                             |  |
|                                       |                                       |                                   |                                       |  |  |       |  |  | 8. Giovanni I del Palatinato-Simmern |  |  | 16. Federico I del Palatinato-Simmern |  |
|                                       |                                       |                                   |                                       |  |  |       |  |  | 8. Giovanni I del Palatinato-Simmern |  |  | 16. Federico I del Palatinato-Simmern |  |
|                                       |                                       | 17. Margherita di Gheldria        |                                       |  |  |       |  |  | 8. Giovanni I del Palatinato-Simmern |  |  |                                       |  |
| 4. Giovanni II del Palatinato-Simmern |                                       |                                   |                                       |  |  |       |  |  | 8. Giovanni I del Palatinato-Simmern |  |  |                                       |  |
|                                       |                                       | 9. Giovanna di Nassau-Saarbrücken | 18. Giovanni II di Nassau-Saarbrücken |  |  |       |  |  |                                      |  |  |                                       |  |
|                                       |                                       | 9. Giovanna di Nassau-Saarbrücken | 18. Giovanni II di Nassau-Saarbrücken |  |  |       |  |  |                                      |  |  |                                       |  |
|                                       |                                       | 9. Giovanna di Nassau-Saarbrücken | 19. Giovanna di Loon-Heinsberg        |  |  |       |  |  |                                      |  |  |                                       |  |
| 2. Federico III del Palatinato        |                                       | 9. Giovanna di Nassau-Saarbrücken |                                       |  |  |       |  |  |                                      |  |  |                                       |  |
|                                       |                                       | 10. Cristoforo I di Baden         | 20. Carlo I di Baden                  |  |  |       |  |  |                                      |  |  |                                       |  |
|                                       |                                       | 10. Cristoforo I di Baden         | 20. Carlo I di Baden                  |  |  |       |  |  |                                      |  |  |                                       |  |
|                                       |                                       | 10. Cristoforo I di Baden         | 21. Caterina d'Austria                |  |  |       |  |  |                                      |  |  |                                       |  |
| 5. Beatrice di Baden                  |                                       | 10. Cristoforo I di Baden         |                                       |  |  |       |  |  |                                      |  |  |                                       |  |
|                                       |                                       | 11. Ottilia di Katzenelnbogen     | 22. Filippo II di Katzenelnbogen      |  |  |       |  |  |                                      |  |  |                                       |  |
|                                       |                                       | 11. Ottilia di Katzenelnbogen     | 22. Filippo II di Katzenelnbogen      |  |  |       |  |  |                                      |  |  |                                       |  |
|                                       |                                       | 11. Ottilia di Katzenelnbogen     | 23. Ottilia di Nassau-Dillenburg      |  |  |       |  |  |                                      |  |  |                                       |  |
| 1. Elisabetta di Wittelsbach-Simmern  |                                       | 11. Ottilia di Katzenelnbogen     |                                       |  |  |       |  |  |                                      |  |  |                                       |  |
|                                       | 12. Federico I di Brandeburgo-Ansbach | 24. Alberto III di Brandeburgo    |                                       |  |  |       |  |  |                                      |  |  |                                       |  |
|                                       | 12. Federico I di Brandeburgo-Ansbach | 24. Alberto III di Brandeburgo    |                                       |  |  |       |  |  |                                      |  |  |                                       |  |
|                                       | 12. Federico I di Brandeburgo-Ansbach | 25. Anna di Sassonia              |                                       |  |  |       |  |  |                                      |  |  |                                       |  |
| 6. Casimiro di Brandeburgo-Bayreuth   | 12. Federico I di Brandeburgo-Ansbach |                                   |                                       |  |  |       |  |  |                                      |  |  |                                       |  |
|                                       |                                       | 13. Sofia di Polonia              | 26. Casimiro IV di Polonia            |  |  |       |  |  |                                      |  |  |                                       |  |
|                                       |                                       | 13. Sofia di Polonia              | 26. Casimiro IV di Polonia            |  |  |       |  |  |                                      |  |  |                                       |  |
|                                       |                                       | 13. Sofia di Polonia              | 27. Elisabetta d'Asburgo              |  |  |       |  |  |                                      |  |  |                                       |  |
| 3. Maria di Brandeburgo-Kulmbach      |                                       | 13. Sofia di Polonia              |                                       |  |  |       |  |  |                                      |  |  |                                       |  |
|                                       |                                       | 14. Alberto IV di Baviera         | 28. Alberto III di Baviera            |  |  |       |  |  |                                      |  |  |                                       |  |
|                                       |                                       | 14. Alberto IV di Baviera         | 28. Alberto III di Baviera            |  |  |       |  |  |                                      |  |  |                                       |  |
|                                       |                                       | 14. Alberto IV di Baviera         | 29. Anna di Braunschweig-Grubenhagen  |  |  |       |  |  |                                      |  |  |                                       |  |
| 7. Susanna di Baviera                 |                                       | 14. Alberto IV di Baviera         |                                       |  |  |       |  |  |                                      |  |  |                                       |  |
|                                       |                                       | 15. Cunegonda d'Austria           | 30. Federico III d'Asburgo            |  |  |       |  |  |                                      |  |  |                                       |  |
|                                       |                                       | 15. Cunegonda d'Austria           | 30. Federico III d'Asburgo            |  |  |       |  |  |                                      |  |  |                                       |  |
|                                       |                                       | 15. Cunegonda d'Austria           | 31. Eleonora d'Aviz                   |  |  |       |  |  |                                      |  |  |                                       |  |
|                                       |                                       | 15. Cunegonda d'Austria           |                                       |  |  |       |  |  |                                      |  |  |                                       |  |